# Riverhead (város, New York)
Riverhead település az Amerikai Egyesült Államok New York államában, Suffolk megyében, melynek megyeszékhelye is. Lakosainak száma 35 902 fő (2020. április 1.).

## Népesség
A település népességének változása:

| 2010 | 33 506 |
| 2020 | 35 902 |